# Galeichthys feliceps
Galeichthys feliceps és una espècie de peix de la família dels àrids i de l'ordre dels siluriformes.

## Morfologia
- Els mascles poden assolir 55 cm de longitud total.
- Les seues espines són verinoses i les ferides que produeixen han d'ésser tractades immediatament.[2][3][4]

## Alimentació
Menja peixets i crancs.

## Depredadors
A Sud-àfrica és depredat per Elops machnata, Argyrosomus hololepidotus, Carcharhinus limbatus, Carcharhinus obscurus i Sphyrna zygaena.

## Hàbitat
És un peix demersal i de clima subtropical.

## Distribució geogràfica
Es troba des del nord-oest de Namíbia fins al Cap de Bona Esperança (Sud-àfrica), des de Cap Cod (Estats Units) fins al Golf de Mèxic, i des de Beira (Moçambic) fins a Transkei (Sud-àfrica) i Madagascar.

## Ús comercial
Es comercialitza fumat.